# Pepa Fresa
Pepa Fresa fue una banda de rock colombiana, formada en 1995 en la ciudad de Bogotá por Jimena Ángel (voz), Saúl Trujillo, (guitarra), Miguel Ramón (guitarra), Santiago Roa (bajo) e Ignacio Bedriñana (batería). Publicaron un álbum de estudio titulado Pepa Fresa en 1997. Entre 1996 y 1998 hicieron parte del festival Rock al Parque, además de tocar en bares y otros eventos musicales en la ciudad. La banda se separó en 1998.
Jimena Ángel inició su carrera en el rock en español en el año 1994 con su banda Pepa Fresa, de la mano de Sony Music Colombia. Pasó a integrar otras agrupaciones como Bloque de Búsqueda y Sidestepper, para iniciar luego una carrera como solista.

## Integrantes
- Jimena Ángel: voz
- Saúl Trujillo: guitarra
- Miguel Ramón: guitarra
- Santiago Roa: bajo
- Ignacio Bedriñana: batería

## Discografía
- 1997: Pepa Fresa (Sony Music Colombia)

1. "Tumbao Infecta"
2. "Mala Suerte"
3. "Hiere"
4. "Garabato"
5. "Qué más da"
6. "Destinito Fatal"
7. "Las calles de la soledad"
8. "Celosalía"
9. "Mujer de agua"
10. "Ruidos"
11. "Insomnio"
12. "Ciudad de pobres corazones"